# 相沢雅晴
相沢 雅晴（あいざわ まさはる、1958年5月12日 - ）は、日本の元ラグビー選手。

## プロフィール
- 東京都出身。
- 現役時代のポジションはロック(LO)。
- 日本代表通算キャップ数は11でラグビーワールドカップ1987の日本代表に選ばれた[1]。
- 日本代表の主将を務めたことがある[2]。

## 略歴
國學院久我山高校、明治大学を経て、1981年、リコー(現・リコーブラックラムズ東京)に加入。
1984年10月27日に行われた韓国戦で日本代表初キャップを獲得した。
現役引退後、日本国土開発の監督を務めた。